# Theodor Neumann (Politiker)
Theodor Friedrich Neumann (* 1. Dezember 1783 in Korbach; † 4. Mai 1867 in Arolsen) war ein deutscher Verwaltungsjurist und Abgeordneter im Fürstentum Waldeck.

## Leben
Neumann war der Sohn des Advokaten Johann Matthias Neumann (* 17. April 1723 in Neerdar; † 12. März 1805 in Korbach) und dessen Ehefrau Margarethe Sophie Albertine geborene von Wilmowsky (getauft 21. Juni 1750 in Korbach; † 31. Januar 1809 ebenda), die Tochter des Fürstlich Waldeckischen Oberstleutnants Philibert Zachäus Noë von Wilmowsky (* 3. Juni 1707 in Crossen an der Oder; † 8. Januar 1766 in Korbach) und dessen Ehefrau Christine Elisabeth Philippine von Nolting (Nölting) (getauft 15. August 1723 in Korbach; † 18. April 1764 ebenda). Er war evangelisch und heiratete am 15. Oktober 1817 in Schweinsberg Maria Elisabeth Tassius (* 1798 in Schweinsberg (?); † 4. März 1862 in Arolsen), die Tochter des Freiherrlich von Schenck’schen Amtsverwesers Heinrich Tassius. Hermann Neumann war ein Sohn.
Neumann besuchte von 1792 bis 1803 das Landesgymnasium in Korbach und studierte dann Rechtswissenschaften an der Universität Gießen. Er wurde nach dem Studium Advokat in Korbach. 1811 wurde er als Eigentümer des Hauses Schulstraße 3 in Korbach genannt.
Von 1811 bis 1814 war er Stadtsekretär in Korbach. Vom 17. Juni 1811 bis zum 25. Februar 1814 war er Mitglied des Landstandes des Fürstentums Waldeck. Am 25. Februar 1814 wurde er vom Landtag zum Kandidaten für die Mitgliedschaft im Staats-Komitee nach dem Organisationsedikt gewählt und am 28. Februar 1814 durch den Fürsten zu dessen Mitglied mit dem Titel Landrat ernannt. Er war Mitglied des Komitees bis zu dessen Auflösung durch die Übereinkunft zwischen dem Fürsten und den Ständen des Fürstentums Waldeck vom 3. Juli 1814. Ab dem 10. Juni 1815 Landsyndikus-Adjunkt des Landsyndikus Johann Jakob Leonhardi. Als Landsyndikus-Adjunkt war er de facto Vorsitzender bei den Sitzungen der Landstände 1816 und wohl auch 1825. Vom 14. Mai / 9. September 1830 bis zum 13. Januar 1832 war er selbst Landsyndikus und damit de jure Vorsitzender der Landstände.
Vom 6. April 1830 bis zum 11. April 1832 war er auch Obervorsteher des Landeshospitals Flechtdorf. Ab dem 13./16. Januar 1832 war er Chef des Kabinetts und Direktor der Domänenkammer. Er trug den Titel Geheimer Referendair und später Geheimer Rat. Während der Märzrevolution war er 1848 Ziel von Angriffen der Demokraten. Am 14. April 1848 wurden während der sogenannten „Arolser Greuel“ Fenster seines Hauses eingeworfen. Am 19. April 1848 wurde er als Chef des Kabinetts entlassen, blieb aber Leiter der Kammerverwaltung. Am 1. November 1850 trat er in den Ruhestand.